# Rejon kobryński
Rejon kobryński (biał. Ко́брынскі раён, Kobrynski rajon, ros. Ко́бринский райо́н, Kobrinskij rajon) – rejon w południowo-zachodniej Białorusi, w obwodzie brzeskim.

## Geografia
Rejon kobryński ma powierzchnię 2039,79 km². Lasy zajmują powierzchnię 578,40 km², bagna 112,67 km², obiekty wodne 44,00 km².

## Ludność
- W 2009 roku rejon zamieszkiwało 88 037 osób, w tym 51 166 w mieście i 36 871 na wsi[2].
- 1 stycznia 2010 roku rejon zamieszkiwało ok. 87 800 osób, w tym ok. 51 200 w mieście i ok. 36 600 na wsi[3].

### Skład etniczny
- Białorusini - 85,3%
- Rosjanie - 8,1%
- Ukraińcy - 6,3%
- inni - 0,3%